# Anna Awdiejewa
Anna Michajłowna Awdiejewa (ros. Анна Михайловна Авдеева; ur. 6 kwietnia 1985 w Orenburgu) – rosyjska lekkoatletka, kulomiotka.
Kontrola antydopingowa przeprowadzona 30 lipca 2013 podczas obozu przygotowawczego wykazała obecność oral turinabolu – zabronionego środka anabolicznego. Rosjanka została ukarana dwuletnią dyskwalifikacją.

## Osiągnięcia
- złoto mistrzostw Europy juniorów (Tampere 2003)
- srebrny medal mistrzostw świata juniorów (Grosseto 2004)
- brąz młodzieżowych mistrzostw Europy (Debreczyn 2007)
- 6. miejsce podczas halowych mistrzostw Europy (Turyn 2009)
- 5. lokata na mistrzostwach świata (Berlin 2009)
- zwycięstwo w zawodach superligi drużynowych mistrzostw Europy (Bergen 2010)
- brąz mistrzostw Europy (Barcelona 2010)
- złoty medal halowych mistrzostw Europy (Paryż 2011)
- wielokrotne mistrzostwo Rosji, zarówno w hali jak i na stadionie

W 2012 reprezentowała Rosję na igrzyskach olimpijskich w Londynie, na których zajęła 25. miejsce w eliminacjach i nie awansowała na finału.

## Rekordy życiowe
- pchnięcie kulą – 20,07 (2009)
- pchnięcie kulą (hala) – 19,47 (2010)